# Luigi Busatti
Luigi Busatti, né en 1763 à Bologne et mort le 30 juin 1821 dans la même ville, est un peintre et scénographe néoclassique italien des XVIIIe et XIXe siècles.

## Biographie
Né à Bologne, Luigi Busatti a eu sa formation artistique en suivant Vincenzo Martinelli. Il a peint différentes œuvres au Palazzo Hercolani et au Cimetière monumental de la Chartreuse de Bologne lorsqu'il a décoré le monument funéraire de Martinelli avec Pietro Fancelli. Il conçoit différentes scènes pour le Theatro comunale de Bologne, le Teatro del Corso (it) qui venait juste d'être construit, le Theatro Zagnoni et le Teatro Contavalli (en) en plus du Teatro della Pergola à Florence. Il était connu pour ses paysages et a même enseigné la peinture de paysages à l'Académie des beaux-arts de Bologne.